# Malik Dixon
Malik Dixon, né le 7 septembre 1975 à Chicago, est un joueur américain de basket-ball. Il mesure 1,88 m et évolue au poste de meneur.

## Biographie

### Carrière amateur (198?-1998)
En 1993, Malik Dixon est recruté par l'équipe universitaire d'Arkansas Little Rock (NCAA). Dès sa première saison, il est élu SBC Freshman de l’année. La saison suivante, Dixon confirme pour sa deuxième saison en NCAA, en affichant 22,1 points, 3,1 rebonds, 1,4 interception et 2,5 passes décisives par match. Malik Dixon obtient une désignation en tant que membre de la SBC first Team. À nouveau lors de la saison 1996-1997, Dixon apparaît dans la liste de la SBC first Team. À la fin de son cursus universitaire, Malik Dixon est toujours un leader offensif dans son équipe (1997-1998 : 20,8 points) toutefois la NBA n'est pas intéressé par le jeune joueur. Par ailleurs, il est drafté lors du 5e tour en tant que 56e choix de la draft USBL, en cours de saison par Florida. Finalement, en 1998, il décide de rejoindre les Wizards du Dakota qui jouent alors en IBA.

### Carrière professionnelle (1998-2009)
Pendant deux saisons, Dixon joue avec les Wizards du Dakota. Lors de sa seconde saison (1999-2000), il tourne à 20,7 points, 4,2 rebonds, 1,5 interception et 7,9 passes décisives en moyenne. Il termine ainsi meilleur passeur de la saison en IBA et est nommé dans la All-IBA second Team. En 2000, Dixon part pour la première fois en Europe, et c'est le Limoges CSP qui le recrute pour une saison. Le Cercle Saint-Pierre est alors engagé en Pro B à la suite de ses déboires financiers. Malik Dixon surprend dès les premiers matchs amicaux en marquant notamment 52 points face à l’Étendard de Brest. Il forme avec Jacob Jaacks l'une des meilleurs paires américaine du championnat. Malik Dixon permet à Limoges sur un tir au buzzer face à Vichy (46 points lors de ce match) de décrocher une prolongation puis une victoire (87-82), synonyme de montée en Pro A. Le meneur nord-américain domine le championnat en marquant 24,8 points, distribuant 5,6 passes décisives, interceptant 1,1 ballon et captant 3,6 rebonds. Il termine meilleur marqueur du championnat de France Pro B (2000-2001). 
Limoges n'arrive pas à le conserver dans ses rangs la saison suivante. Dixon revient dans un premier temps aux Wizards du Dakota mais il repart peu après à nouveau de l'autre côté de l'Atlantique, aux Pays-Bas cette fois-ci, au Conseco Seagulls Den Helder (ligue 1 hollandaise).
En 2001-2002, il passe une saison en Italie, à Biella (ligue 1 italienne) dans le Nord de l'Italie. Dixon montre qu'il a le niveau pour le haut-niveau européen. Avec Biella, il marque encore plus de 16 points par match. En fin de saison, il participe au training camp avec le Jazz de l'Utah. Mais son rêve NBA ne se concrétise pas à la fin de la summer league. Il revient encore une fois aux Wizards du Dakota (CBA) pour la saison 2002-2003 et marque plus de 16,8 points en CBA. Pour la première fois de sa carrière, il participe au All-Star Game de CBA et y gagne le concours de tirs à trois-points. Les Wizards participent aux play-offs et deviennent champions de conférence National CBA. Dixon marque en moyenne lors de ces play-offs de CBA plus de 22 points par match.
Durant l'été 2003, Dixon fait une pige aux Guaros de Lara (ligue 1 vénézuélienne), au Venezuela. Puis, à l'aube de la saison 2003-2004, il rejoint l'effectif de Pavia (ligue 2 italienne). En Italie, Dixon démontre qu'il a encore le niveau pour jouer en Europe en compilant 26 points par match en saison régulière. Par conséquent, il intéresse plusieurs clubs en Europe. Le club israélien, le Maccabi Rishon LeZion (ligue 1 israélienne) réussit à le recruter dans l'optique de la saison 2004-2005. Dixon termine meilleur marqueur du championnat d'Israël avec 24,7 points par match.
Il débarque la saison suivante (2005-2006) en Turquie au Galatasaray Istanbul (ligue 1 turque). Dixon surmène la division en inscrivant 22,6 points par match et logiquement accapare le titre de meilleur marqueur du championnat turc. Pendant l'été, Dixon fait la summer league avec les Bulls de Chicago, pour autant il n'est pas conservé par la franchise NBA. 
Le club grec, le Panellinios Athènes (ligue 1 grecque) l’intègre dans son effectif lors de la saison 2006-2007. Il ne réussit pas à s'imposer, le club se sépare de lui. Néanmoins, il retrouve très rapidement un nouveau club en Espagne, au Breogan Lugo (seconde division espagnole). Dixon culmine à 20,7 points durant toute la saison, ce qu'il lui vaut d'être le meilleur marqueur de la deuxième division espagnole.
Pour la saison 2007-2008, Dixon arrive à l'Hapoël Holon (ligue israélienne). L'expérimenté meneur marque moins (10 points par match) mais son équipe bat en finale du championnat d'Israël, le Maccabi-Tel-Aviv, sur un tir à l'ultime seconde de Dixon. L'Hapoël Holon met fin à l'hégémonie du Maccabi-Tel-Aviv et devient donc champion d'Israël pour la première fois de son histoire. Fort de sa réputation, le KK Zadar (ligue 1 croate) fait signer Dixon. Il participe à l'EuroCoupe et à la ligue adriatique mais il n'effectue pas une grande saison dans les Balkans. Les dirigeants du KK Zadar se séparent de Dixon en milieu de saison. Il fait une pige au BC Igokea Partizan (ligue 1 bosnienne) puis retourne en Israël, au Maccabi Haïfa Heat (ligue 1 israélienne) qui devient à en fin de saison vice-champion d'Israël (2008-2009). C'est à ce moment qu'il décide d'annoncer sa retraite sportive.

## Palmarès
- 2000-2001 : Champion de France de Pro B avec le Limoges CSP
- 2002-2003 : Champion de la Conférence National de CBA avec les Dakota Wizards
- 2007-2008 : Champion d'Israël avec l'Hapoël Holon
- 2008-2009 : Vice-champion d'Israël avec le Maccabi Haïfa

## All-Star Game
- 2002-2003 : Participe au CBA All Star Game

## Distinctions et nominations
- 1994-1995 : Élu SBC Freshman de l’année
- 1995-1996 : Membre de la SBC first Team
- 1996-1997 : Membre de la SBC first Team
- 1997 : Drafté au 5e tour (56e choix) par Florida (USBL)
- 1999-2000 : Meilleur passeur de IBA
- 1999-2000 : Membre de la All-IBA second Team
- 2000-2001 : Meilleur marqueur de Pro B
- 2002-2003 : Vainqueur du concours de tir à 3 pts du All-Star Game CBA saison
- 2004-2005 : Meilleur scoreur de la première ligue Israélienne en 2004-2005
- 2005-2006 : Meilleur scoreur de la première ligue Turque
- 2006-2007 : Meilleur scoreur de la seconde ligue Espagnole

## Summer League
- 2001 : Participe au Training Camp du Jazz de l'Utah
- 2005 : Participe à la Pepsi Pro Summer League avec les Bulls de Chicago